# Charles Onana
Charles Onana (18 febbraio 1964) è un politologo, giornalista e saggista francese.
È particolarmente noto per i suoi scritti sul genocidio dei Tutsi in Ruanda. È ugualmente conosciuto per il suo lavoro pionieristico sul ruolo dei franchi tiratori senegalesi che componevano l'esercito francese durante la seconda guerra mondiale. È annoverato tra i maggiori esperti nell'ambito delle guerre civili della regione dei Grandi Laghi africani.

## Biografia
Charles Onana ha cominciato la sua carriera come giornalista d'inchiesta. Ha presieduto l'Organizzazione panafricana dei giornalisti indipendenti e ha indagato sull'omicidio del giornalista burkinabe Norbert Zongo.
Laureatosi in relazioni internazionali alla Sorbona, ha conseguito il titolo di dottore di ricerca in scienze politiche all'università Jean-Moulin-Lyon-III con una tesi di dottorato dal titolo Ruanda : l'Operazione Turchese e la controversia mediatica (1994-2014). Analisi delle indagini giornalistiche, dei documenti confidenziali e della strategia militare sotto la supervisione del professore Jean-Paul Joubert.

## Indagini sul genocidio in Ruanda
Charles Onana ha iniziato le sue indagini sull'attentato del 6 aprile 1994 in Ruanda che ha causato la morte di due capi di Stato africani, quella dell'ex presidente ruandese Juvénal Habyarimana e dell'ex presidente burundese Cyprien Ntaryamira. Sulla base di numerose testimonianze, tra cui quella dell'ex procuratore Carla Del Ponte, tutte raccolte nel suo libro Silenzio dopo un attentato: lo scandalo del genocidio ruandese, ritiene che l'attentato del 6 aprile 1994 sia stato il detonatore del genocidio in Ruanda. Nel suo libro rivela anche che l'avvocato australiano Michaël Hourigan, autore di un rapporto confidenziale dell'ONU, aveva stabilito il coinvolgimento del presidente ruandese Paul Kagame nell'attentato, ma che l'ex procuratore del Tribunale penale internazionale per il Ruanda, la Canadese Louise Arbour, allora incaricata del caso, aveva deciso di interrompere le indagini in corso. 
Charles Onana è anche autore di quattro libri sui conflitti nella regione dei Grandi Laghi in Africa. Nei suoi libri, mette in dubbio il carattere intenzionale del genocidio e accusa Paul Kagame, presidente del Ruanda, allora capo delle forze ribelli del Fronte patriottico ruandese, di aver organizzato il massacro degli Hutu e Tutsi nel 1994.
Dopo l'uscita del suo primo libro I segreti del genocidio ruandese in cui accusa Paul Kagame di aver orchestrato l'attentato dei due capi di Stato africani di cui sopra, Paul Kagame e lo stato ruandese hanno allora intentato un ricorso per diffamazione alla diciassettesima camera penale del tribunale di grande istanza di Parigi. Il loro ricorso sarà respinto per causa di prescrizione nel giugno 2002. Una seconda azione giudiziaria viene intentata quando viene pubblicata la seconda edizione del libro; questa volta però, Kagame decide di rinunciare al suo ricorso dopo avendo riscontrato che il giornalista aveva deposto delle prove schiaccianti presso il tribunale di grande instanza di Parigi. Charles Onana si avvalse ugualmente di un elenco di testimoni, tra cui il giornalista Pierre Péan e il colonnello belga Luc Marchal, comandante dei peacekeeper belgi in Ruanda nel 1994.
Dopo che il capo dello stato ruandese ebbe abbandonato il processo nel 2002, Charles Onana continuò le sue indagini sulla presenza e l'azione militare dell'esercito di Paul Kagame nella Repubblica Democratica del Congo, messe in risalto nel suo libro: Questi killers Tutsi nel cuore della tragedia congolese. 
Inoltre, nel 2005, Charles Onana dirige e organizza una conferenza dal titolo Silenzio su un attentato: lo scandalo del genocidio in Ruanda (Atti della conferenza, aprile 2005, Parigi, Éditions Duboiris). Continuando le sue indagini sul Tribunale penale internazionale per il Ruanda, pubblica il primo libro su questa giurisdizione in cui cita le confidenze fattegli dal procuratore Carla Del Ponte.
Nel 2018, gli fu assegnato il premio Victoire Ingabire Umuhoza dalla Rete internazionale delle donne per la democrazia e la pace in Belgio per il suo operato circa la riconciliazione dei popoli attraverso il dialogo, il rispetto della persona umana e della giustizia sociale nella regione dei grandi laghi africani. 
Charles Onana pubblica, nel 2019, il libro " Ruanda, la verità sull'operazione Turchese", al fine di smentire tutte le accuse mosse dai giornalisti che affermano di aver scoperto e poi rivelato il ruolo "indicibile" che la Francia avrebbe svolto in Ruanda. 
In merito, è chiamato a intervenire, in qualità di esperto, nell'ambito di una conferenza internazionale tenutasi al Senato francese il 9 marzo 2020 sui "60 anni di instabilità in Africa dei Grandi Laghi" per esporre il ruolo svolto dai soldati francesi durante l'Opération Turquoise in Ruanda e denunciare i crimini commessi dal Fronte patriottico ruandese ( RPF ) durante e dopo il genocidio dei Tutsi. Lo svolgimento di questa conferenza sarebbe sfuggito di poco alla censura voluta da alcune organizzazioni come la LICRA fermamente opposte al dibattito sulla tragedia ruandese,.
Nel dicembre 2024, Charles Onana è stato condannato a centoventi giorni di multa per un importo unitario di settanta euro - o ottomilaquattrocento euro, che dovrà pagare per evitare il carcere. Il suo editore è condannato al pagamento di una multa di cinquemila euro.

## Altri lavori
Charles Onana ha pubblicato nel 2003 un'opera storiografica sul ruolo dei soldati africani durante la seconda guerra mondiale e ha denunciato l'ingiustizia circa il congelamento delle pensioni di cui dovevano invece beneficiare i soldati africani come era già il caso per i soldati francesi. Nel giugno 2005, ha organizzato una giornata commemorativa ad Airaines, nella Somme, in onore dei soldati africani morti per la Francia e del capitano Charles N'Tchoréré, un ufficiale francese di origine gabonese, ucciso ad Araini dai nazisti nel mese di giugno 1940. In questa occasione, Charles Onana fu nominato cittadino onorario del comune di Araines dal sindaco Jean-Luc Lefebvre. 
Charles Onana è anche biografo di varie personalità di colore come lo scrittore e primo premio Goncourt africano, René Maran, amico di François Mauriac. Nel suo libro Era Joséphine Baker, ha indagato su una parte sconosciuta della vita di Joséphine Baker : il suo impegno nel controspionaggio per conto del generale de Gaulle nel 1940. 
Nel 2008, in collaborazione con il deputato ciadiano Ngarlejy Yorongar, ha pubblicato un libro intitolato Les voyous de l'Arche de Zoé sul rapimento di 103 minori in Ciad da parte di membri di un'associazione chiamata inizialmente Children Rescue, i cui responsabili, Eric Breteau ed Emilie Lelouch, erano stati condannati a otto anni di lavori forzati e poi graziati. Nel suo libro, Charles Onana denuncia anche l'appoggio politico di cui avrebbe beneficiato l'associazione Children Rescue sotto la copertura di un'operazione umanitaria in Darfur sostenuta da Bernard Kouchner.
Nel 2015, dopo aver passato in rassegna gli archivi dell'Elysée e del Parlamento europeo, ha pubblicato un libro intitolato Palestine, le malaise français sulle relazioni diplomatiche tra Francia, Israele e OLP durante il mandato dell'ex presidente francese François Mitterrand, che voleva una politica estera equilibrata tra i Paesi arabi e lo Stato ebraico. Charles Onana espone il contenuto del suo libro durante un'intervista con Roland Dumas, allora ministro degli Esteri, che aveva preparato l'incontro tra l'ex leader palestinese Yasser Arafat e l'ex presidente della Repubblica francese François Mitterrand.
Detentore degli archivi personali dell'imperatore Bokassa, Charles Onana ha pubblicato nel marzo 2020 una biografia inedita dell'imperatore centrafricano al fine di rivelare le sue relazioni con la Francia e esporre i fatti che hanno indotto il suo tracollo su iniziativa dei servizi segreti francesi. Sostiene inoltre che l'uomo d'affari Bernard Tapie  ha cercato di accaparrarsi tutti i beni di Bokassa e che quest'ultimo ha ceduto alla Francia ingenti quantità d'uranio proveniente dal suo paese durante il mandato politico di Valéry Giscard d'Estaing.

## Opere
- I segreti del genocidio in Ruanda: indagine sui misteri di un presidente (con Déo Mushayidi), Éditions Duboiris, 2002
- Indagini proibite, Duboiris, 2002
- La Francia e i suoi tiratori, Duboiris, 2003
- I segreti della giustizia internazionale: indagini truccate sul genocidio in Ruanda (Prefazione di Pierre Péan), Duboiris, 2005
- Silenzio su un attentato, Duboiris, 2005
- L'editoria sotto scacco: Libro bianco sull'editoria indipendente (prefazione di Gilles Perrault), Duboiris, 2006
- Perché la Francia sta bruciando, la "plebaglia" si esprime, Duboiris, 2006
- Joséphine Baker contro Hitler: La star nera della Francia, Duboiris, 2006
- Neri bianchi arabi 1940-1945: Liberatori della Francia (prefazione di Richard Bohringer), Duboiris, 2006
- Una vita da Leone (con Roger Milla, prefazione di Pelé, postfazione di Sepp Blatter), Duboiris, 2006
- Il razzismo francese: Il comunitarismo bianco minaccia la Repubblica (con Frédérique Mouzer e Kofi Yamgnane), Duboiris, 2007
- René Maran: Il primo Goncourt africano 1887-1960 (prefazione di Serge Patient e Barcha Bauer), Duboiris, 2007
- I teppisti dell'arca di Zoé : indagine su un rapimento di bambini, Duboiris, 2008
- Questi killers Tutsi nel cuore della tragedia congolese (prefazione di Cynthia McKinney), Duboiris, 2009
- Al-Bashir e Darfur: la contro-inchiesta, Duboiris, 2010
- Costa d'Avorio: il colpo di stato, Duboiris, 2011 (prefazione di Thabo Mbeki ).
- Europa, crimini e censura in Congo, Duboiris, 2012
- La Francia nel terrore ruandese, Duboiris, 2014
- Palestina, l'imbarazzo francese, Duboiris 2015
- Ruanda, la verità sull' Operazione Turchese, L'Artilleur, 2019 ISBN 978-2810009176
- Bokassa: vita e ultime confidenze, Edizioni Duboiris, 2020
- Inchieste su un attentato - Ruanda, 6 aprile 1994 (prefazione di Adoldo Pérez Esquivel), L'Artilleur, 2021